# هايدي كلوم
 هايدي كلوم  (بالألمانية: Heidi Klum) (ولدت في 1 يونيو 1973) هي عارضة أزياء وممثلة ومقدمة برامج موضة وسيدة أعمال ومنتجة فنية ألمانية الآن هي حكم في برنامج AGT امريكاز جوت تالنت

## وصلات خارجية
- هايدي كلوم على موقع IMDb (الإنجليزية)
- هايدي كلوم على موقع ميتاكريتيك (الإنجليزية)
- هايدي كلوم على موقع الموسوعة البريطانية (الإنجليزية)
- هايدي كلوم على موقع روتن توميتوز (الإنجليزية)
- هايدي كلوم على موقع مونزينجر (الألمانية)
- هايدي كلوم على موقع قاعدة بيانات الأفلام العربية
- هايدي كلوم على موقع ألو سيني (الفرنسية)
- هايدي كلوم على موقع ميوزك برينز (الإنجليزية)
- هايدي كلوم على موقع أول موفي (الإنجليزية)
- هايدي كلوم على موقع قاعدة بيانات الأفلام السويدية (السويدية)
- الموقع الرسمي

1. ↑  Encyclopædia Britannica | Heidi Klum (بالإنجليزية), QID:Q5375741
2. ↑   https://people.com/style/heidi-klum-tom-kaulitz-married/. {{استشهاد ويب}}: |url= بحاجة لعنوان (مساعدة) والوسيط |title= غير موجود أو فارغ (من ويكي بيانات) (مساعدة)
3. ↑   https://www.prisma.de/news/tv/Alle-Infos-zur-Preisverleihung-des-Blauen-Panther-2024-Heidi-Klum-gewinnt-Preis,49426681. {{استشهاد ويب}}: |url= بحاجة لعنوان (مساعدة) والوسيط |title= غير موجود أو فارغ (من ويكي بيانات) (مساعدة)
4. ↑   https://www.carnegie.org/awards/great-immigrants/2009-great-immigrants/. {{استشهاد ويب}}: |url= بحاجة لعنوان (مساعدة) والوسيط |title= غير موجود أو فارغ (من ويكي بيانات) (مساعدة)
5. ↑  MusicBrainz (بالإنجليزية), MetaBrainz Foundation, QID:Q14005